# Pálinka d'abricot de Gönc
Le pálinka d'abricot de Gönc (en hongrois : gönci barackpálinka) est un pálinka hongrois traditionnel produit dans la région de Gönc.